# Hybridsnöbär
Hybridsnöbär (Symphoricarpos microphyllus) är en kaprifolväxtart som beskrevs av Carl Sigismund Kunth. I den svenska databasen Dyntaxa används istället namnet Symphoricarpos × chenaultii. Enligt Catalogue of Life ingår Hybridsnöbär i släktet snöbärssläktet och familjen kaprifolväxter, men enligt Dyntaxa är tillhörigheten istället släktet snöbärssläktet och familjen kaprifolväxter. Arten förekommer tillfälligt i Sverige, men reproducerar sig inte. Inga underarter finns listade i Catalogue of Life.